# Василій Ратмиров
Василій Ратмиров (10 січня 1888, станиця Нововеличковська, Кубанська область, Російська імперія — 1960-і, СССР) — єпископ Православної Церкви СССР та післявоєнної Московської патріархії. За погодженням з НКВД СССР, призначений на кафедру єпископа Житомирського РПЦ, але до України на служіння не виїхав. За походженням — кубанець.  

## Життєпис

### Ранні роки і священницьке служіння
Народився 29 грудня 1887 в станиці Нововеличковській в родині священника . 
У 1902 закінчив Катеринодарське духовне училище, в 1908 — Ставропольську духовну семінарію по 2-му розряду . 
17 серпня 1908 висвячений у сан диякона до Успенської церкви в станиці Стародерев'янковська Єйського відділу Кубанської області . 
5 жовтня 1909 висвячений в сан священика до Михайло-Архангельського собору Темрюка. Призначення не прийняв. Взятий на облік за штат. 
27 жовтня 1910 призначений священником до церкви в село Арзгір Благодарненського повіту.  
3 жовтня 1914 переведений в Миколаївську церкви в Єйську . 
Згідно з його власним свідченням, в 1914 зведений в сан протоієрея, що не відповідає дійсності; 12 березня 1915 був лише нагороджений правом носіння скуфії. 
Служив священником у Єйську в 1918 — 1920, в той час, коли ця територія була зайнята білими. Після приходу сюди більшовиків почав тісно співпрацювати з органами ГПУ . 
Згідно з анкетними даними самого Ратмирова, 4 листопада 1921 Патріархом Тихоном Беллавіним хіротонізований на єпископа Єйського, вікарія Ставропольської єпархії, що не відповідає дійсності, як і не відповідає дійсності його повідомлення про закінчення Київської духовної академії зі ступенем кандидата богослов'я . Можливо це просто частина його легенди, створеної в 1940-ві. 

### В обновленстві
У 1922 увійшов до юрисдикції обновленського Вищого церковного управління, і вже в обновленстві отримав сан протоієрея. Був настоятелем Михайло-Архангельського собору міста Єйська . 
З 1926 служив у Новоросійську. Навесні 1930 возведений у сан протопресвітера . 
Влітку 1931, перебуваючи у шлюбі, був хіротонізований на єпископа Армавірського і Майкопського. Кафедра розташовувалася в Миколаївському соборі Армавіра. Зведений у сан архієпископа . 
У березні 1937 переведений на Курську обновленську кафедру з возведенням у сан митрополита. Кафедра розташовувалася у Всіхсвятській цвинтарній церкві Курська . За спогадами курського духовенства, Ратмиров поводився зухвало: «поголений, в цивільному костюмі, з цигаркою в зубах, під ручку з дружиною», він з'являвся не тільки в місті, а й приходив на службу в собор . 
У 1938 пішов на спокій. Зняв сан . 
З 21 червня 1938 працював завгоспом і діловодом при обновленському митрополиті Віталії Введенському, Першоієрархові Православних церков у СРСР . 
22 липня 1938 був заарештований. 1 серпня того ж року справу припинено після звільнення з-під варти . 
Будучи діловодом при Віталії Введенському, вилучив свою особисту справу — на це вказує Сергій Ларін (колишній обновленець); даних про Ратмирова не було в укладача Каталогу обновленських архієреїв архіваріуса Яворського, який працював за архівними даними обновленського Синоду в 1947 в Московській патріархії — Яворський включив усього лише власноручний підпис про те, що Василь зняв сан за власною заявою . 
30 серпня 1939 звільнився із посади діловода . Перейшов на роботу бухгалтером в цивільну установу . 

### Єпископське служіння в Російській православній церкві в роки Другої світової війни
У липні 1941 приніс покаяння і був прийнятий в «староцерковну» юрисдикцію Патріаршим місцеблюстителем митрополитом Сергієм Страгородським.  
Це може пояснюватися тим, що Ратмиров міг приховати від митрополита Сергія факт свого зречення від сану. Не виключено, однак, що Василь міг бути перевисвячений, так як Московська патріархія не визнавала обновленські хіротонії, здійснені після 1924. 
17 липня призначений єпископом Житомирським. Згідно зі спогадами Міхєєва (2005), група не вирушила до Житомира, так як місто було здане німцям раніше (9 липня 1941), ніж передбачалося в НКВД . 
За словами Івана Міхєєва, «владика Василій досить рано пішов з життя, в 1960-ті його життя обірвалося. Позначилися старі хвороби і переживання».  